# Rodézia az 1964. évi nyári olimpiai játékokon
Rodézia a japán Tokióban megrendezett 1964. évi nyári olimpiai játékok egyik részt vevő nemzete volt. Az országot az olimpián 7 sportágban 29 sportoló képviselte, akik érmet nem szereztek. Zimbabwe itt szerepelt utoljára Rodézia néven.

## Atlétika
Férfi
| Versenyző      | Versenyszám | Előfutam | Előfutam | Előfutam | Negyeddöntő | Negyeddöntő | Negyeddöntő | Elődöntő | Elődöntő | Elődöntő | Döntő   | Döntő    |
| Versenyző      | Versenyszám | Idő      | Hely.    | Össz.    | Idő         | Hely.       | Össz.       | Idő      | Hely.    | Össz.    | Idő     | Helyezés |
| -------------- | ----------- | -------- | -------- | -------- | ----------- | ----------- | ----------- | -------- | -------- | -------- | ------- | -------- |
| Johan Du Preez | 100 m       | 10,79    | 5.       | 40.*     | kiesett     | kiesett     | kiesett     | kiesett  | kiesett  | kiesett  | kiesett | kiesett  |
| Johan Du Preez | 200 m       | 21,45    | 4.       | 22.      | 21,87       | 8.          | 27.         | kiesett  | kiesett  | kiesett  | kiesett | kiesett  |
| Mathias Kanda  | Maraton     |          |          |          |             |             |             |          |          |          | 2:41:09 | 51.      |
| Robson Mrombe  | Maraton     |          |          |          |             |             |             |          |          |          | 2:49:30 | 56.      |

* - négy másik versenyzővel azonos időt ért el

## Gyeplabda
| Rodéziai férfi gyeplabdacsapat-játékoskeret                                                                           | Rodéziai férfi gyeplabdacsapat-játékoskeret                                                                              |
| --- | --- |
| - Roy Barbour - Tinker Beets - Dereck Brain - Graham Cumming - Beverly Faulds - Lloyd Koch - Ian Mackay - John McPhun | - Robert Robertson - Ronald Spence - Des Tomlinson - William Turpin - Robert Ullyett - Tony Unger - Kevin van Blomestein |

### Eredmények
Csoportkör
A csoport
| Csapat               | M | Gy | D | V | G+ | G– | Gk  | P  |
| -------------------- | - | -- | - | - | -- | -- | --- | -- |
| Pakisztán (PAK)      | 6 | 6  | 0 | 0 | 17 | 3  | +14 | 12 |
| Ausztrália (AUS)     | 6 | 4  | 0 | 2 | 16 | 5  | +11 | 8  |
| Kenya (KEN)          | 6 | 3  | 1 | 2 | 7  | 9  | –2  | 7  |
| Japán (JPN)          | 6 | 3  | 0 | 3 | 6  | 6  | 0   | 6  |
| Nagy-Britannia (GBR) | 6 | 2  | 0 | 4 | 5  | 12 | –7  | 4  |
| Rodézia (RHO)        | 6 | 1  | 1 | 4 | 4  | 16 | –12 | 3  |
| Új-Zéland (NZL)      | 6 | 1  | 0 | 5 | 6  | 10 | –4  | 2  |

| 1964. október 11. 10:00 | Kenya (KEN) | 0 – 0 | Rodézia (RHO) |  |
| 1964. október 11. 10:00 | (0 – 0)     |       |               |  |

| 1964. október 12. 11:40 | Ausztrália (AUS)      | 3 – 0   | Rodézia (RHO) |  |
| 1964. október 12. 11:40 | E. Pearce 2 McWatters | (2 – 0) |               |  |

| 1964. október 13. 10:00 | Nagy-Britannia (GBR) | 4 – 1   | Rodézia (RHO) |  |
| 1964. október 13. 10:00 | Deegan 2 Cadman 2    | (2 – 0) | Ullyett       |  |

| 1964. október 16. 11:40 | Pakisztán (PAK)                    | 6 – 0   | Rodézia (RHO) |  |
| 1964. október 16. 11:40 | Afzal 3 Hussain Atif Mahmood Malik | (4 – 0) |               |  |

| 1964. október 18. 14:15 | Japán (JPN) | 2 – 1   | Rodézia (RHO) |  |
| 1964. október 18. 14:15 | Takasima 2  | (1 – 0) | Spence        |  |

| 1964. október 19. 11:40 | Új-Zéland (NZL) | 1 – 2   | Rodézia (RHO)  |  |
| 1964. október 19. 11:40 | Patterson       | (0 – 0) | Tomlinson Koch |  |

| Csapat        | Helyezés |
| ------------- | -------- |
| Rodézia (RHO) | 12.      |

## Műugrás
Férfi
| Versenyző      | Versenyszám        | Selejtező | Selejtező | Döntő   | Döntő    |
| Versenyző      | Versenyszám        | Pont      | Helyezés  | Pont    | Helyezés |
| -------------- | ------------------ | --------- | --------- | ------- | -------- |
| Terry Rossiter | Egyéni műugrás     | 61,06     | 27.       | kiesett | kiesett  |
| Terry Rossiter | Egyéni toronyugrás | 79,23     | 28.       | kiesett | kiesett  |

Női
| Versenyző            | Versenyszám        | Selejtező | Selejtező | Döntő   | Döntő    |
| Versenyző            | Versenyszám        | Pont      | Helyezés  | Pont    | Helyezés |
| -------------------- | ------------------ | --------- | --------- | ------- | -------- |
| Lindsay Grant-Stuart | Egyéni műugrás     | 74,28     | 17.       | kiesett | kiesett  |
| Sarie Bezuidenhout   | Egyéni műugrás     | 63,50     | 20.       | kiesett | kiesett  |
| Sarie Bezuidenhout   | Egyéni toronyugrás | 37,59     | 22.       | kiesett | kiesett  |

## Ökölvívás
| Versenyző   | Versenyszám   | 32-es főtábla              | Nyolcaddöntő      | Negyeddöntő       | Elődöntő          | Döntő             | Helyezés |
| Versenyző   | Versenyszám   | Ellenfél Eredmény          | Ellenfél Eredmény | Ellenfél Eredmény | Ellenfél Eredmény | Ellenfél Eredmény | Helyezés |
| ----------- | ------------- | -------------------------- | ----------------- | ----------------- | ----------------- | ----------------- | -------- |
| John Gibson | Nagyváltósúly | Maszuda Kódzsi (JPN) · RSC | kiesett           | kiesett           | kiesett           | kiesett           | 17.      |

## Sportlövészet
Férfi
| Versenyző          | Versenyszám | Pont | Helyezés |
| ------------------ | ----------- | ---- | -------- |
| Johannes Lamprecht | Trap        | 186  | 27.      |
| John Richards      | Trap        | 174  | 42.      |

## Úszás
Női
| Versenyző        | Versenyszám    | Előfutam | Előfutam | Előfutam | Elődöntő | Elődöntő | Elődöntő | Döntő   | Döntő    |
| Versenyző        | Versenyszám    | Idő      | Hely.    | Össz.    | Idő      | Hely.    | Össz.    | Idő     | Helyezés |
| ---------------- | -------------- | -------- | -------- | -------- | -------- | -------- | -------- | ------- | -------- |
| Marilyn Sidelsky | 100 m gyors    | 1:05,5   | 5.       | 32.      | kiesett  | kiesett  | kiesett  | kiesett | kiesett  |
| Marilyn Sidelsky | 400 m gyors    | 5:08,9   | 7.       | 26.      |          |          |          | kiesett | kiesett  |
| Jenny Wood       | 100 m pillangó | 1:11,3   | 6.       | 21.      | kiesett  | kiesett  | kiesett  | kiesett | kiesett  |

## Vitorlázás
Nyílt
| Versenyző                     | Versenyszám     | Futam | Futam | Futam | Futam | Futam | Futam | Futam | Pontszám | Helyezés |
| Versenyző                     | Versenyszám     | 1     | 2     | 3     | 4     | 5     | 6     | 7     | Pontszám | Helyezés |
| ----------------------------- | --------------- | ----- | ----- | ----- | ----- | ----- | ----- | ----- | -------- | -------- |
| Michael McFadden              | Finn dingi      | 841   | (188) | 620   | 389   | 774   | 258   | 239   | 3121     | 17.      |
| David Butler Anthony Crossley | Repülő hollandi | 946   | 520   | (101) | 645   | 821   | 469   | 247   | 3648     | 11.      |